# Росситер, Ян
Ян Росситер (англ. Jan Rossiter; род. 21 сентября 1987 года, Корк, Ирландия) — ирландский лыжник, участник Олимпийских игр в Сочи. 
В Кубке мира Росситер никогда не выступал. Регулярно выступает в Северо-Американском кубке, где его лучшим результатом было 30-е место в гонке на 15 км классическим стилем в январе 2014 года.
На Олимпийских играх 2014 года в Сочи занял 82-е место в гонке на 15 км классическим стилем.
За свою карьеру в чемпионатах мира участия не принимал.